# Cantone di Saint-Florentin
Il Cantone di Saint-Florentin è una divisione amministrativa dell'arrondissement di Auxerre.
A seguito della riforma complessiva dei cantoni del 2014 è passato da 5 a 22 comuni.

## Composizione
Prima della riforma del 2014 comprendeva i comuni di:
- Chéu
- Germigny
- Jaulges
- Saint-Florentin
- Vergigny

Dal 2015 comprende i comuni di:
- Beaumont
- Beugnon
- Butteaux
- Chailley
- Chemilly-sur-Yonne
- Chéu
- Germigny
- Hauterive
- Héry
- Jaulges
- Lasson
- Mont-Saint-Sulpice
- Neuvy-Sautour
- Ormoy
- Percey
- Saint-Florentin
- Seignelay
- Sormery
- Soumaintrain
- Turny
- Vergigny
- Villiers-Vineux